# Museo d'arte sacra del Chianti
Il Museo d'arte sacra del Chianti verrà collocato nei locali annessi alla chiesa di Santa Maria in Prato a Radda in Chianti.

## Storia
In seguito al progressivo spopolamento delle campagne con conseguente abbandono di molti edifici religiosi la Diocesi di Fiesole insieme al comune di Radda in Chianti, alla Sovrintendenza ai beni artistici e storici per le province di Siena e Grosseto e alla Fonazione per la Tutela del territorio del Chianti hanno trovato in questo luogo la sede adatta per conservare ed esporre il notevole patrimonio artistico del comune di Radda in Chianti e dei comuni vicini.

## Le opere

### Pittura
- Madonna col Bambino tra i santi Lucia, Zanobi e la Maddalena, polittico attribuito a Bernardo Daddi, originariamente posto nell'oratorio di San Pietro presso il castello delle Stinche e, in seguito, spostato nella chiesa di San Martino a Monterinaldi.
- Annunciazione tra i santi Pietro e Girolamo, predella attribuita ad un anonimo maestro fiorentino del XV secolo era il coronamento della tavola precedente
- Martirio di santo Stefano, dipinto su tela di un pittore fiorentino del l'inizio del XVII secolo, collocato in origine nella canonica della chiesa di San Niccolò a Radda
- Matrimonio mistico di santa Caterina d'Alessandria, di Francesco Curradi, tela firmata dallo stesso artista;
- Madonna col Bambino tra i santi Stefano e Giovanni Evangelista del secolo XVIII, anch'essa di Francesco Curradi;

### Scultura
- Sant'Antonio da Padova, terracotta policroma del XVIII secolo;
- Madonna del Conforto, di autore anonimo, XVIII secolo

### Oreficeria e arredi sacri
- Ostensorio, del XVII secolo in argento sbalzato;
- Numerosi calici in argento realizzati tra il 1700 e il 1800;
- Vari turiboli sei-settecenteschi;
- Secchiello in bronzo del '600;
- Numerosi reliquiari in legno intagliato e dorato realizzati tra il '600 e l'800;

Della raccolta faranno parte anche una nutrita serie di paramenti liturgici quali pianete in seta e oro, ricamate collocabili tra il '500 e il '700, un velo omerale del XVII secolo.
La raccolta comprenderà anche numerosi ex voto donati quale riconoscenza per il Crocifisso miracoloso conservato nella chiesa di San Niccolò.